# 김도균 (군인)
김도균(金度均, 1965년 7월 14일 ~ )은 대한민국의 군인 출신 정치인이다.

## 생애
강원특별자치도 속초시 출신으로 1988년부터 2022년까지 대한민국 육군에서 복무하여 중장 계급을 받았으며, 최종 보직은 육군수도방위사령관이다. 대한민국 국군 관계자는 “신임 사령관은 국방 및 대북정책 분야 탁월한 전문성과 야전 지휘관 경험을 바탕으로 유연한 사고와 위기관리 능력을 인정받았다"고 밝혔다. 남북 관계가 해빙기를 맞았던 2010년대 후반에는 남북군사회담 대표로 참여하여 안익산 중장과 협상을 하기도 하였다.
예편 이후에는 더불어민주당에 입당하여 속초시·인제군·고성군·양양군 선거구 후보로 출마하였으나 낙선하였다.

## 학력
- 속초 대포국민학교 제55회 졸업
- 속초중학교 제30회 졸업
- 속초고등학교 제30회 졸업
- 대한민국 육군사관학교 44기 졸업
- 육군보병학교 초군반/고군반 수료
- 육군대학 전문과정 수료
- 합동참모대학 정규과정 수료
- 국방대학교 고위정책결정자과정 수료
- 고려대학교 대학원 정치학 석사
- 경기대학교 정치전문대학원 정치학 박사과정 수료
- 서울대학교 국제안보전략 최고위과정 수료

## 경력
- 국방부 정책실 방위정책총괄담당/북한정책총괄담당
- 제73보병사단 205연대장
- 국방부 정책실 군사회담운용 TF장
- 국방부 정책실 북한정책과장
- 국방부 정책실 군사신뢰구축추진 TF장
- 국방부 정책실 정책기획차장
- 문재인 정부 국정기획자문위원회 국방전문위원
- 청와대 국가안보실 국방개혁비서관
- 국방부 대북정책관
- 남북 장성급군사회담 수석대표
- 국방부 남북군사협상지원 TF장
- 육군 제35대 수도방위사령관
- 설악권 희망 포럼 상임대표
- 더불어민주당 평화안보대책위원회 정책위원
- 사의재 정책포럼 안보분과 국방팀장
- 2023년 6월 7일 ~ 더불어민주당 입당
- 더불어민주당 국방안보특별위원회 수석부위원장
- 2023년 11월~2024년 5월: 더불어민주당 국방대변인
- 2024년 5월~: 더불어민주당 강원특별자치도당 속초시·인제군·고성군·양양군 지역위원회 위원장
- 2024년 5월~: 더불어민주당 안보대변인
- 2024년 7월~: 더불어민주당 강원특별자치도당 위원장

## 역대 선거 결과
| 실시년도 | 선거   | 대수 | 직책     | 선거구                           | 정당         | 득표수   | 득표율          | 순위 | 당락 | 비고 |
| -------- | ------ | ---- | -------- | -------------------------------- | ------------ | -------- | --------------- | ---- | ---- | ---- |
| 2024년   | 총선   | 22대 | 국회의원 | 강원 속초시·인제군·고성군·양양군 | 더불어민주당 | 43,276표 | \| \| 44.15% \| | 2위  | 낙선 |      |
|          | 44.15% |      |          |                                  |              |          |                 |      |      |      |